# Paul Blomeyer

Blomeyer als Mitglied des Corps Misnia Leipzig, 1878

Paul Wilhelm Adolf Blomeyer (* 10. Dezember 1860 in Zembowitz; † 1918) war ein deutscher Jurist und preußischer Verwaltungsbeamter.

## Leben
Paul Blomeyer war seit 1878 Mitglied des Corps Misnia Leipzig. 1882 wurde er Referendar am Oberlandesgericht Breslau. 1884 war er Regierungsreferendar in Oppeln und 1887 Regierungsassessor in Königsberg i. Pr. 1889/90 wurde er Landrat des Kreises Pleschen und 1895 im Landkreis Meseritz. 1903–1908 amtierte er als Präsident der Preußischen Ansiedlungskommission in Posen. 1908–1917 war er Regierungspräsident des Regierungsbezirks Stralsund. Er wurde als Wirklicher Geheimer Oberregierungsrat charakterisiert.